# Amanda (film 1916)
Amanda è un film muto italiano del 1916 diretto da Giuseppe Sterni.